# Міхал Шевчик (футболіст, 2002)
Міхал Шевчик (чеськ. Michal Ševčík, нар. 13 серпня 2002, Тршебич, Чехія) — чеський футболіст, півзахисник клубу «Спарта» (Прага). На умовах оренди грає за клуб «Млада Болеслав».

## Ігрова кар'єра

### Клубна
Міхал Шевчик є вихованцем молодіжної команди клубу «Збройовка» з міста Брно. Дебют на професійному рівні футболіста відбувся 20 вересня 2020 року, коли він вийшов на заміну у матчі чемпіонату Чехії проти «Сігми». Вже в тому ж році Швечик був відправлений в оренду до клубу Другої ліги «Височина», де грав до кінця сезону.
Влітку 2023 року Шевчик перейшов до столичної «Спарти» і першу гру у новій команді провів вже 3 вересня проти «Слована» (Ліберець). У першому ж сезоні у складі «Спарти» футболіст виграв національний Кубок та став чемпіоном країни.
За результатами сезону 2022 року Міхал Шевчик отримав приз Талант року в Чехії.

### Збірна
З 2019 року Міхал Шевчик пройшов всі вікові категорії юнацьких збірних Чехії до молодіжної збірної Чехії.

## Титули
Спарта
 Чемпіон Чехії: 2023/24
 Переможець Кубка Чехії: 2023/24